# St. Trinian's
St. Trinian's è un film del 2007 diretto da Oliver Parker e Barnaby Thompson.
La pellicola è stata prodotta in Gran Bretagna, nelle cui sale è uscita il 21 dicembre di quell'anno.
Il cast vede la presenza di Rupert Everett, Colin Firth, Russell Brand, Paloma Faith, Caterina Murino e un cameo del noto gruppo musicale pop britannico Girls Aloud nonché un cameo dell'attrice Mischa Barton.
La colonna sonora del film è stata curata da Charlie Mole e vede la presenza di canzoni di artisti come Girls Aloud, Sophie Ellis-Bextor, Sugababes e Gabriella Cilmi.
Questo è il sesto remake (i precedenti sono stati nel 1954, The Belles of St. Trinian's; 1957, Blue Murder at St Trinian's; 1960, The Pure Hell of St Trinian's; 1966, La rapina più scassata del secolo; 1980, The Wildcats of St Trinian's) del fortunato soggetto, nato da un lavoro di Ronald Searle. Nel 2009 ne è uscito un settimo, sequel di quello del 2007, St.Trinian's 2 - La leggenda del tesoro segreto.

## Trama
Carnaby Fritton, un collezionista di opere d'arte ormai sull'orlo del lastrico, iscrive la figlia Annabelle al St.Trinian's, college per sole ragazze famoso per la sua eccentricità: la trasgressione è norma. Gli insegnanti sono quasi tutti timidi e impacciati. La preside è la sorella di Carnaby, Camilla Fritton, dalla quale l'uomo d'affari vuole ottenere uno sconto famiglia. I guai arrivano quando il ministro dell'Istruzione, ex amante di Camilla, si impegna in una campagna moralizzatrice che vuole far chiudere l'istituto. Le ragazze però decidono di coalizzarsi per far sì che ciò non accada.

## Colonna sonora
La colonna sonora del film è stata curata dal compositore Charlie Mole. Nonostante una colonna sonora abbastanza ampia e con canzoni cantanti dagli stessi attori, all'interno del film non vi sono parti cantate. L'unica eccezione è la scena finale in cui le Girls Aloud si esibiscono nei panni della band della scuola, con la canzone Theme to St. Trinians. Nella colonna sonora oltre a canzoni delle Girls Aloud vi sono anche canzoni di Sophie Ellis-Bextor, Sugababes e Gabriella Cilmi.

### Tracce
1. Theme to St. Trinians - Girls Aloud
2. Trouble - Cast del film
3. Oh my God - Mark Ronson & Lily Allen
4. Love is in the Air - Rupert Everett & Colin Firth
5. Don't Give Up - Noisette
6. Nine2Five - Ordinary Boys & Lady Sovereign
7. If I Can't Dance - Sophie Ellis-Bextor
8. Teenage Kicks - Remi Nicole
9. Sanctuary - Gabriella Cilmi
10. Love is a Many Splendored Thing -   Four Aces & Al Alberts
11. 3 Spoons of Suga - Sugababes
12. On my Way to Satisfaction - Girls Aloud
13. Defenders of Anarchy (The St. Trinians School Song) - Cast del film

## Distribuzione
Il 10 dicembre 2007, a Londra, vi fu l'anteprima del film e il 21 dicembre dello stesso anno uscì nelle sale del Regno Unito e d'Irlanda. In Australia il film uscì nelle sale il 27 marzo 2008, mentre in Nuova Zelanda uscì il 17 aprile 2008. Per quanto riguarda il resto d'Europa il film venne commercializzato in diverse fasi tra il 2008 e il 2009. Nel Nord America il film uscì nelle sale il 9 ottobre 2009.

### DVD
Il DVD del film fu disponibile nel Regno Unito dal marzo 2008, negli Stati Uniti il DVD fu disponibile dal 26 gennaio 2010. In Canada, invece, il DVD del film venne distribuito a partire dal 9 ottobre 2009.

## Sequel
Durante il Festival di Cannes del 2008 è stato annunciato il primo sequel del film, dal titolo St Trinian's 2 - The Legend of Fritton's Gold. Le riprese del film sono iniziate il 6 luglio 2009 e il 7 luglio sono stati annunciati alcune guest star del film: Sarah Harding, David Tennant e Montserrat Lombard.
Nel dicembre 2009 è stato annunciato il secondo sequel del film, dal titolo St Trinian's 3 -  Versus the World, ma non è stato ancora confermato il cast o la data dell'inizio delle riprese.